# Флаг Краснопартизанского района
Флаг Краснопартиза́нского муниципального района Саратовской области Российской Федерации.
Флаг утверждён 30 июня 2010 года и внесён в Государственный геральдический регистр Российской Федерации с присвоением регистрационного номера 6364.
Флаг является официальным символом Краснопартизанского муниципального района.

## Описание флага
«Прямоугольное двухстороннее полотнище с отношением ширины к длине 2:3, воспроизводящее композицию герба района в белом, красном, жёлтом и зелёном цвете».
Геральдическое описание герба гласит: «В рассечённом серебряном и червлёном поле над узкой выщербленной оконечностью переменных цветов между двумя головками колосьев, зелёной и золотой — два цветка тюльпана переменных цветов, положенных в столб».

## Обоснование символики
Флаг разработан на основе герба, который языком символов и аллегорий отражает экономические и природные особенности Краснопартизанского муниципального района.
Район, образованный в 1935 году, расположен на Сыртовской степной равнине в засушливой зоне Заволжья, однако создание комплекса сооружений по внедрению орошаемого земледелия дало превосходные результаты. Главным достижением в создании оросительной системы стало создание Саратовского оросительно-обводнительноко канала им. Е.Е. Алексеева, первые насосные станции которого заработали в 1972 году. Канал обеспечивает волжской водой одиннадцать районов Саратовской области и поддерживает сеть водохранилищ, необходимых для развития земледелия. Деление полотнища на красную и белую (водная гладь) части образно показывает берег канала и символизирует его огромное значение в жизни района. Символику гидросооружений дополняет волнистая оконечность переменных цветов — аллегория плотин и созданных людьми многочисленных водохранилищ.
Зерновое сельское хозяйство, как основа экономики района, отражена двумя колосьями — зелёным и жёлтым, аллегорически показывающими полный цикл выращивания сельскохозяйственных культур.
Во флоре Краснопартизанского муниципального района имеется ряд редких растений, занесённых в Красную книгу, но особой известностью и популярность пользуется тюльпан Геснера (Шренка). Цветы тюльпанов на флаге показывают не только любимый жителями цветок, но и образно отражают природное разнообразие района.
Жёлтый цвет (золото) — символ урожая, богатства, стабильности, уважения, интеллекта, солнечно-го тепла.
Белый цвет (серебро) — чистоты и совершенства, мира и взаимопонимания; серебро — цвет про-зрачной воды многочисленных водоёмов района.
Красный цвет — символ мужества, силы, красоты, труда, праздника, также указыва-ет на название района — Краснопартизанский.
Зелёный цвет — символ природы, здоровья, молодости, жизненного роста.